# A Bismarck csatahajó utolsó csatája
A Bismarck csatahajó utolsó csatája az Atlanti-óceánon mintegy 300 tengeri mérföld (550 km) távolságra volt Bresttől 1941. május 26-27-én. Habár döntő jelenségű összecsapás volt kapitális hadihajók között, a csatának nincs általánosan elfogadott megnevezése.
Május 24-én a Dánia-szorosban vívott csatában a Bismarck üzemanyagtartályai megsérültek és több géptermét, közte az egyik kazántermet elöntötte a víz. Ez után a Bretagne-ban lévő Brestet igyekezett elérni. Később a nap folyamán röviden szembeszállt az üldözőivel, a Prince of Wales csatahajóval valamint a Norfolk és a Suffolk nehézcirkálókkal, hogy a vele tartó Prinz Eugen nehézcirkáló zavartalanul különválhasson és egyedül folytathassa a portyázást az Atlanti-óceánon. Május 25-én a brit hajók szem elől veszítették a kelet-délkeleti irányban Franciaország felé tartó Bismarckot, melyről azt hitték Norvégiába tart és ezért északkelet felé kutattak utána. Május 25-én a hadműveletet vezető Günther Lütjens tengernagy nyilvánvalóan még mindig úgy hitte, hogy nem sikerült leráznia az üldözőit és egy hosszabb jelentést küldött a Németországba. A britek ennek alapján bemérhették a hozzávetőleges pozícióját és repülőgépeket küldtek ki a felkutatására. Május 26-án reggel észlelte ismét egy Catalina repülőcsónak a német csatahajót. A megfigyelését ezután egy Gibraltár felől érkező repülőgép-hordozó gépei vették át.
A Bismarck elfogására tett hadműveletek négy fő fázisra oszthatók. Az első az Ark Royal repülőgép-hordozó torpedóbombázóinak támadása május 26-ikán este, amivel sikerült megrongálni a csatahajó kormányművét és ezzel manőverképtelenné tenni. A második szakasz a csatahajó zaklatása volt május 26-27-ike éjszakáján brit rombolók által, aminek során nem érte komoly károsodás egyik hajót sem. A harmadik fázis május 27-ike reggelén a Rodney és King George V csatahajók támadása volt cirkálók támogatása mellett. A közel 100 perces lövetés után a számtalan gránát- illetve torpedótalálat és a saját legénysége által végrehajtott önelsüllyesztés után elmerült. Brit oldalon a Rodney könnyebben megsérült a közvetlenül mellette becsapódó gránátoktól és a saját lövegei torkolattüzének légnyomásától. A britek 111 hajótöröttet mentettek ki a vízből mielőtt parancsot kaptak volna az elvonulásra egy – tévesnek bizonyuló – tengeralattjáró-észlelés miatt. Ezzel több száz hajótöröttet hagytak a sorsára. Másnap reggel egy helyszínre érkező tengeralattjáró és meteorológiai figyelőhajó még öt túlélőt talált. Az utolsó (negyedik) szakaszban a visszatérő brit hajók ellen másnap, május 28-án a Luftwaffe repülőgépei csaptak le és elsüllyesztették a Mashona rombolót.

## Előzmények

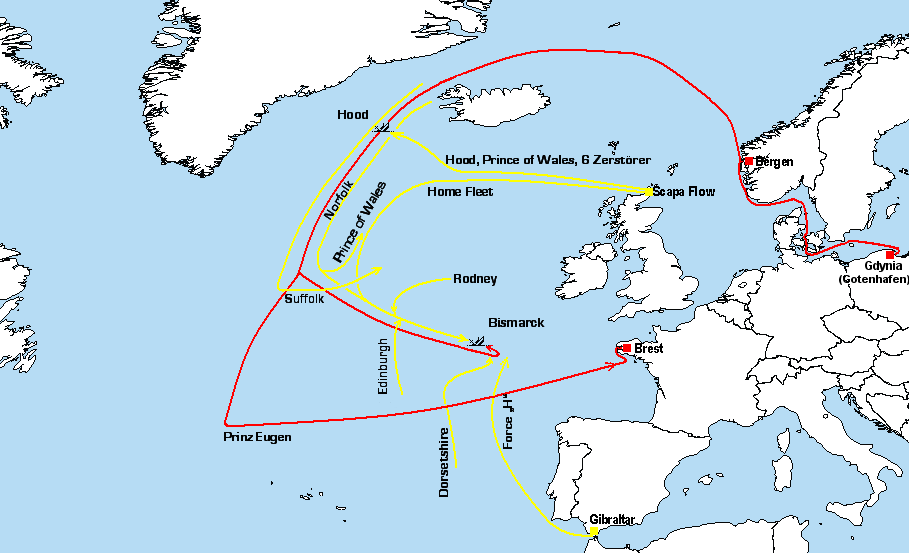
A hadműveletben részt vevő hajók és kötelékek útvonala (anakronisztikus európai határokkal)

A Bismarck második csatáját még a Dánia-szorosban vívott összecsapás előtt elkerülhetetlenné tették Günther Lütjens flottaparancsnok döntései, aki a csatahajóról vezette a hadműveletet.
Még az óceánra való áttörés előtt Lütjens úgy döntött, hogy a Dánia-szoros megközelítése előtt nem vesz fel üzemanyagot a Grönlandi-tengeren lévő Weissenburg tartályhajóról, melyet a Rheinübung hadművelet támogatására rendeltek oda. Miután a Bismarck a Prince of Wales-től elszenvedett egyik találat következtében több ezer tonna üzemanyagot veszített, avagy nem fért hozzá a sérült hajóorrban lévő tartályok tartalmához, Lütjensnek lassabban kellett haladnia a hajóival az üzemanyagfogyasztás mérsékléséhez. A mérsékelt sebessége miatt az Ark Royal torpedóbombázói támadást intézhettek ellene még a francia partok elérése előtt, és az elért károkozás közvetlenül a Home Fleettel való végső találkozáshoz vezettek.
A flottájuk büszkeségének, a Hood csatacirkálónak az elvesztését a britek minden áron meg akarták torolni és ehhez minden a célra mozgósítható egységüket a Bismarck elfogásának feladatára irányították át. A Grönlandtól délkeletre hajózó Ramillies csatahajót az általa kísért konvoj mellől elrendelték, hogy amennyiben Észak-Amerika partjainál kezdene portyázásba, úgy szembeszállhasson a Bismarckkal.
A Prince of Wales a Norfolk és Suffolk cirkálókkal még a közelben volt és velük együtt követte a német hajórajt. Tovey tengernagy köteléke a King George V csatahajóval (zászlóshajó), a Victorious repülőgép-hordozóval és a kísérő rombolókkal még a Hood elvesztése előtt kihajózott Scapa Flow-ból. A Rodney csatahajót szintén hátrahagyta a konvoját május 24-én.

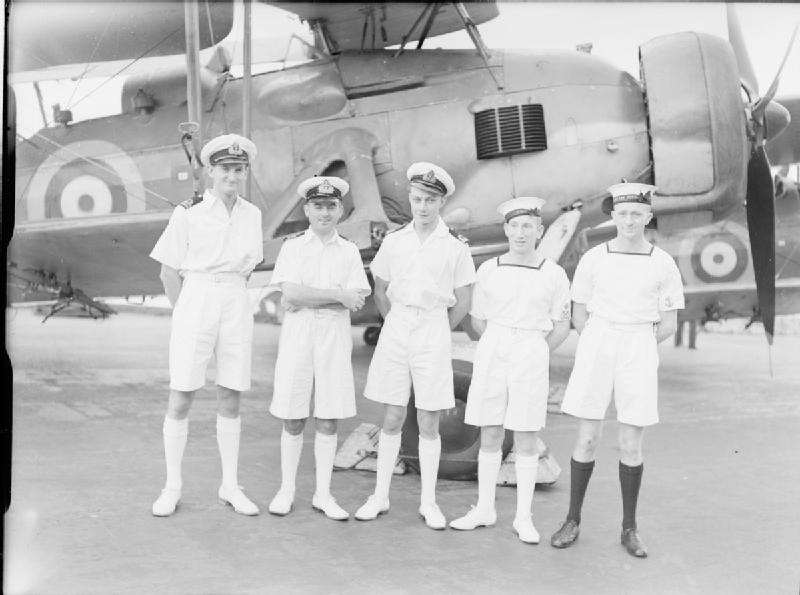
Az Ark Royal Swordfish-legénységeinek öt tagja, akiket kitüntettek a Bismarck elleni bevetésükért

Május 24-én kora este a 825. tengerészeti repülőszázad Swordfish kétfedelű torpedóbombázóinak egy kis csoportja szállt fel a Victorious repülőgép-hordozóról Eugene Esmond vezetésével. A csatahajón egy találatot értek el, de ez csak felületi károsodást okozott az övpáncélján.
A követő hadihajók egy ideig nagy távolságból tartották megfigyelés alatt a Bismarckot. Május 25-én 03:00-kor kihasználva azt, hogy a követői cikk-cakkban haladtak német tengeralattjárók jelenlététől tartva, egy ilyen eltávolodás alkalmával nyugatra kitért, majd egy kört leírva az üldözői mögött elhaladva keleti irányt vett fel. A közel 270°-os jobboldali fordulót a britek nem vették észre és eredeti menetirányának megfelelően déli irányban keresték, így szabadon haladhatott tovább a francia partok felé. Négy órán át a britek hiába kutakodtak utána, de a Bismarckon erről nem tudtak. Teljesen bizonyossággal nem ismert okokból Lütjens tengernagy egy 30 perces rádióüzenetet küldött a főparancsnokságnak, amit a britek is fogtak és ebből meg tudták állapítani a hozzávetőleges helyzetét és útirányát. Azonban a King George V fedélzetén elvégzett számításokba hiba csúszott és jóval északabbra határozták meg a helyzetét, mint ahol valójában volt, és ezért az üldözők is túl messze elhajóztak északnak. A Bismarck így május 25-26-án zavartalanul haladhatott Franciaország felé. Eddigre már az üzemanyaghiány súlyos gondokat okozott mindkét fél számára.
A 209. repülőszázad egyik PBY Catalina repülőcsónakja az észak-ír Lough Erne tóról felszállva és a Donegal-korridoron áthaladva végzett felderítést az óceán felett. Pilótája a brit Dennis Briggs, másodpilótája az Egyesült Államok haditengerészetének megfigyelője Leonard Smith zászlós volt. A gépet Smith vezette mikor a Bismarck maga után húzott olajcsíkját követve meglátta a csatahajót és jelentette ezt a brit admiralitásnak. Innentől a Bismarck pozíciója ismert volt a britek előtt, azonban jelentősen le kellett lassítani a haladását, ha nehéz egységekkel harcra akarták bírni még a német repülőgépek hatósugarának elérése előtt. A britek egyetlen esélye a James Somerville tengernagy vezette Force H kötelékében Gibraltár irányából északnak tartó, a Renown csatacirkáló és a Sheffield könnyűcirkáló kíséretében haladó Ark Royal repülőgép-hordozó Swordfish torpedóbombázóinak sikeres bevetése volt.

## A csata

### Május 26-27-ike éjszakája - a rombolók támadása
Aznap este alkonyatkor a kedvezőtlen időjárási körülmények ellenére az Ark Royal torpedóbombázói felszálltak. Az első hullám tévedésből a Force H-ból a Bismarck szemmel tartására előreküldött Sheffieldet támadta. Habár értékes időt veszítettek a rosszul sikerült bevetés miatt, annyiban azonban a britek segítségére volt, hogy az ekkor alkalmazott és rosszul működő – vízbe csapódáskor aktiválódó – mágneses gyújtók helyett a következő támadásnál hagyományos orrgyújtókkal szerelték fel a torpedókat. A késői időpont ellenére úgy döntöttek, hogy megismétlik a támadást. Erre 21:00 körül, csaknem teljes sötétségben került már sor, de a Swordfish-ek az ASV II típusú radarjaikkal megtalálták a Bismarckot. Az egyik torpedó a Bismarckot tatját érte a bal oldalon és bal oldali 12°-os állásban megakasztotta a bal oldali kormánylapátot.
Emiatt a hajó nagy kört leírva tudott csak haladni. A kár kijavítására tett erőfeszítések nem jártak sikerrel. Megpróbálták a hajót a hajtóművek fordulatszámának variálásával kormányozni, de az a 8-as erősségű szélben és a tenger hullámzása miatt a King George V és a Rodney felé sodródott, mely csatahajók nyugatról közelítettek felé. Május 26-án 23:40-kor Lütjens tengernagy a nyugati főparancsnokságnak a következő rádióüzenetet küldte: 
„A hajó kormányozhatatlan. Harcolni fogunk az utolsó lövedékig. Soká éljen a Führer.”
Az éjszaka folyamán a Bismarck ellen a Cossack, a Sikh, a Maori a Zulu és a lengyel Piorun rombolók kíséreltek meg torpedótámadást indítani. A Bismarck egyik lövedéke leszakította a Cossack antennáját és a Zulut villába fogó lövedékei a rombolón három embert sebesítettek meg. A rombolók nem értek el találatot, de a folyamatos fenyegetésük tovább fárasztotta a német legénységet és ezzel rontotta a morált.

### A végső összecsapás

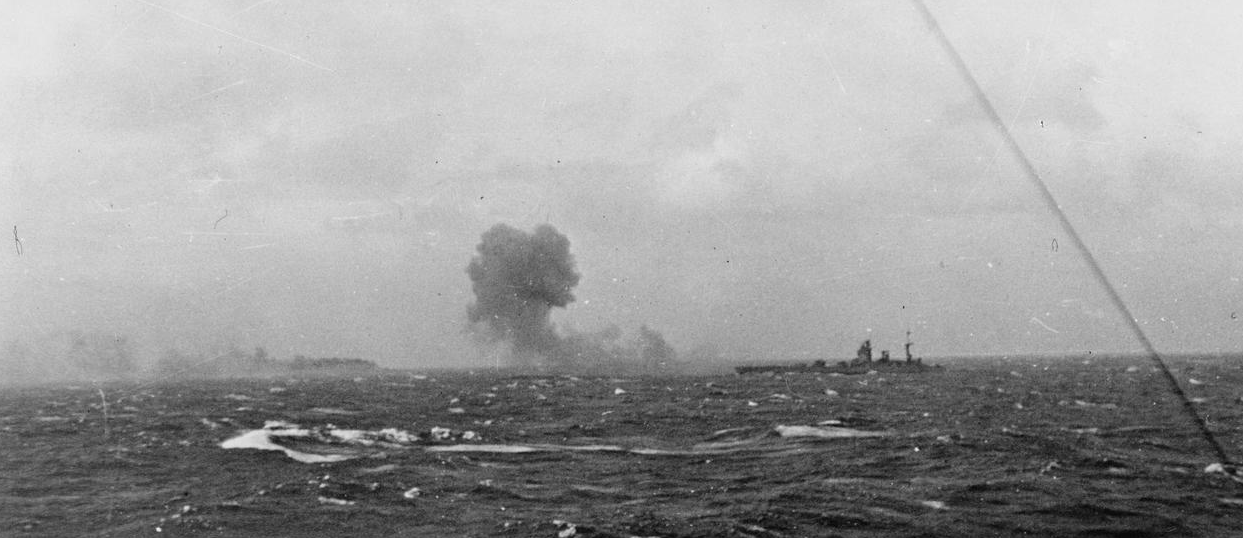
A Rodney a Bismarckra tüzel

A hajóival a Bismarckhoz közelítve Tovey a Rodney parancsnokának azt az utasítást adta, hogy 15 000 yardra (13 700 m) közelítse meg a német csatahajót amilyen gyorsan csak lehet, ezután pedig nagyjából igazodjon a King George V mozgásához, de ezen túl szabadon manőverezzen. 1941. május 27-ének reggelén sűrű szürke felhők borították az eget, északnyugatról erős volt a hullámzás és a szél. Az északnyugati viharos szél miatt Tovey úgy ítélte meg, hogy a szélfelőli oldalról kedvezőtlen lenne a támadást végrehajtani és úgy döntött, északnyugati iránynak haladva közelítik meg a Bismarckot. A Bismarck a maga részéről még mindig manőverképtelen volt, de a legénysége megtett minden előkészületet az összecsapáshoz. Az óceánba lökték az Arado hidroplánokat is, hogy csökkentsék a tűzveszélyt.
08:43-kor a King George V-ről észlelték a Bismarckot 23 000 m távolságban. Elsőként a Rodney nyitott rá tüzet 08:47-kor, röviddel rá a King George V is becsatlakozott a lövetésbe. A Bismarckot nem lehetett irányítani a torpedótalálat okozta sérülések miatt és a bajokat még tovább fokozta a viharos erejű szél. A kiszámíthatatlan mozgása miatt a hajó az ágyúk számára instabil alapot nyújtott és nagy nehézséget okozott a tűzvezetés számára. Ennek ellenére a Bismarck 08:50-től viszonozta a tüzet az első lövegtornyaival és már a második sortüzével villába fogta a Rodney-t. Ezek voltak az ellenséghez legközelebb leérkező lövedékei az összecsapás során, mert 09:02-kor a Rodney egyik 406 mm-es lövedéke eltalálta az elülső felépítményt, megrongálta a hajóhidat és a tűzvezető állást, végezve a főtisztek többségével. Ugyanez a sortűz megrongálta a két elülső nehéz lövegtornyot is. Ezután a hátulsó tűzvezető központ vette át a hátsó lövegtornyok irányítását, de három sortűz leadása után ezt is kiiktatta egy találat. Miután mindkét tűzvezető állása harcképtelenné vált, a Bismarck tüze egyre rendszertelenebbé vált és ez lehetővé tette a britek számára, hogy csökkentsék a távolságot. A Norfolk és a Dorsetshire is közelebb hajóztak és tüzet nyitottak a 203 mm-es ágyúikból.
09:31-re a Bismarck mind a négy nagy lövegtornya harcképtelenné vált, ami után a Rodney zavartalanul megközelíthette 2700 méterre és ebből a közvetlen lőtávolságból vette tűz alá a felépítményeit. A King George V nagyobb távolságot tartott, hogy a lövedékei meredekebb szögben leérkezve átüthessék a Bismarck fedélzetét. Ekkortájt a Rodney két torpedót lőtt ki és egy találatot vélt elérni velük. A brit csatahajók és cirkálók tüzében a Bismarck hamar romhalmazzá vált és lángokban állt a tattól a hajóorrig. A németek azonban ekkor sem adták meg magukat. A csatahajó tatja lejjebb merült a kontrollálatlan vízbetörések miatt és 10:00-re 20°-kal megdőlt a bal oldalára. A King George V, a Rodney, a Dorsetshire és a Norfolk összesen mintegy 2800 lövedéket lőttek ki rá – közte a csatahajók mintegy 700 nehézgránátot – és nagyjából 400 találatot értek el rajta.
Ekkortájt Hans Oels első tiszt, a legmagasabb rangban szolgáló még életben lévő tiszt parancsot adott a hajó elhagyására, a géptermek személyzetének pedig parancsba adta a vízzáró ajtók kinyitását és a robbanótöltetek előkészítését az önelsüllyesztéshez. Gerhard Junack vezető mérnök az embereinek a robbanótöltetek időzítésének kilenc percre való beállítását adta utasításba, de a belső kommunikációs rendszer meghibásodott és ezért egy futárt küldött a különböző részlegek felkereséséhez a parancs biztos célba juttatásához. A futár nem tért vissza, Junack pedig élesítette a tölteteket és elrendelte a hajó elhagyását.
Mindeközben Tovey csatahajóinak fogytán volt már az üzemanyaguk és a lőszerük, ezért 10:20-kor parancsba adta a Dorsetshire-nek, hogy közelítse meg és torpedózza meg a megbénított Bismarck, ő pedig a két csatahajójával hazaindult. A Dorsetshire két torpedót lőtt ki a Bismarck jobb oldalára, melyek közül az egyik eltalálta a csatahajót. Ezután áthajózott a bal oldalára és kilőtt még egy torpedót, mely szintén talált. Mikorra ezeket a torpedókat kilőtte, a hajó már olyan erősen meg volt dőlve, hogy a fedélzete részben már a vízben volt. A hajó maradványainak későbbi vizsgálata arra jutott, hogy ez az utolsó torpedó a Bismarck bal oldali felépítményének ütközve robbant. A Bismarck 10:35-kor kezdett átfordulni és 10:40-kor tattal előre elmerült a habokban.

### Túlélők

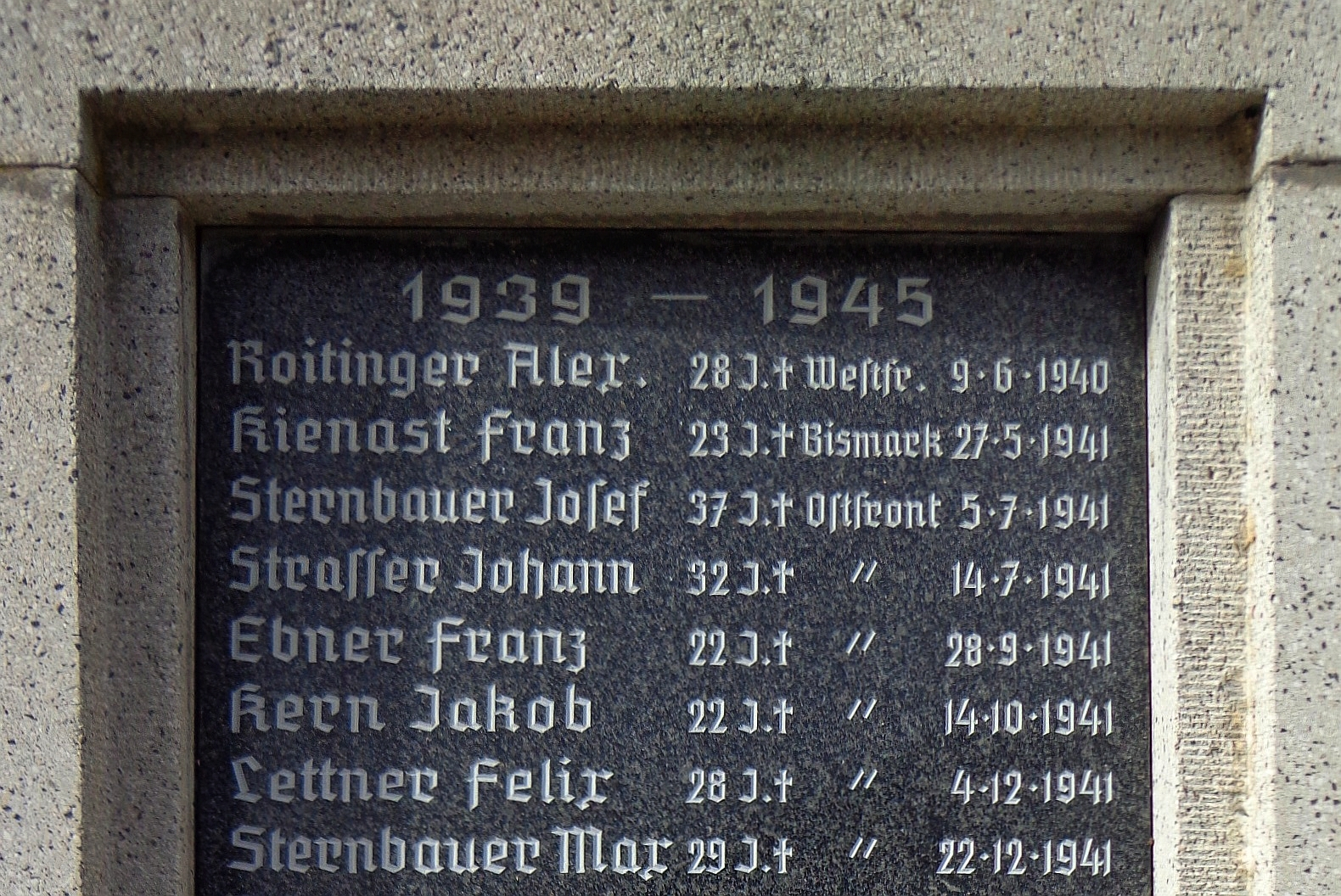
Háborús emlékmű Neuhofen im Innkreisban – az elesettek között szerepel a 23 éves Franz Kienast a Bismarckról

A Dorsetshire és a Maori megpróbálta kimenteni a túlélőket, de egy tengeralattjáró-észlelés miatt kiadott riasztás félbeszakította a mentést. A riasztás után a brit hadihajók elhagyták a helyszínt és csak 111 német tengerészt mentettek ki. A Bismarck túlélőinek többségét, mintegy 800 főt hátrahagytak a zord atlanti vizekben. Másnap reggel az U 74 jelű tengeralattjáró – melynek a Bismarck hajónaplóját kellett volna átvennie és a távolból érzékelték rajta (a hidrofonok) egy hajó süllyedésének hangjait – három túlélőt talált egy tutajon (Herzog, Höntzsch és Manthey tengerészeket), a Sachsenwald meteorológiai figyelőhajó ugyanaznap két tutajt talált. Az elsőn két további túlélő volt (Lorenzen és Maus tengerészeket), de a másik üres volt.

## A csata után
A csatáról szóló jelentésének végén John Tovey azt írta, hogy 
"A Bismarck a leghősiesebb módon vette fel a kilátástalan küzdelmet a nyomasztó túlerővel, méltón a Császári Haditengerészet régi napjaihoz és zászlói még mindig lobogtak midőn a hullámok alá merült."
Az admiralitás a következő üzenetben mondott köszönetet a harcokban résztvevőknek:
|  | „Őlordságaik gratulálnak a Honi Flotta főparancsnokának és minden érintettnek az elszánt üldözésben és az ellenség legerősebb hadihajójának elpusztításában. A H. M. S. Hood és legénységének elvesztése, ami mélységesen sajnálatos, ezzel megtoroltatott és az Atlanti-óceán jóval biztonságosabbá vált a saját és szövetségeseink kereskedelme számára. Az Őlordságaik számára jelenleg elérhető információk szerint nem férhet kétség ahhoz, hogy a Victorious és Ark Royal repülőseinek bátorsága, képességei és a szolgálatnak való odaadása nélkül ezt a célunkat nem érhettük volna el.” |
|  | |

A nyugati főparancsnokság még órákon át küldött rádióüzeneteket a Bismarcknak, mígnem a Reuters hírül adta az elsüllyedésének tényét. Nagy-Britanniában a képviselőházat a délután folyamán értesítették a hírről.
A csata után a brit hadihajók a Bismarck 111 hadifoglyával tértek vissza Nagy-Britanniába. Egyikük később belehalt a sérüléseibe. A kihallgatások után a túlélők a háború hátralévő részét hadifoglyokként töltötték. A britek nem veszítettek hajót a Bismarckkal való végső összecsapás folyamán, de a hazatérőben lévő Mashona rombolót másnap elsüllyesztették a Luftwaffe bombázói.
A Bismarck túlélői közül többen megemlékeztek a Dorsetshire egyik tengerészéről, Joe Brooks kadétról, aki a vízbe ugrott, hogy kimentsen egy német tengerészt, aki mindkét karját elvesztette. Az erőfeszítései nem jártak sikerrel. A National Geographic Bismarckról szóló 1989-es dokumentumfilmjében az egyik túlélő ezeket mondta róla:
„A Joe Brooks név jelentett nekünk valamit; a kormányzatunknak kellett volna adnia neki egy medált az emberiességéért.”

## Hadrendek
Német hadrend
- Bismarck csatahajó

Brit hadrend
- King George V csatahajó (Tovey tengernagy zászlóshajója)
- Rodney csatahajó
- Ark Royal repülőgép-hordozó
- Norfolk nehézcirkáló
- Dorsetshire nehézcirkáló
- Sheffield könnyűcirkáló
- Cossack, Sikh, Zulu, Maori, Mashona, Tartar, Piorun rombolók

### Elhasznált lőszer
Május 27-én a következő lőszermennyiséget lőtték ki a Bismarckra, egy jelentős részét egész kis távolságból (2500 m):
| Hajó:          | Kilőtt lövedék: | Lövedékek kalibere: |
| -------------- | --------------- | ------------------- |
| Rodney:        | 380             | 40,6 cm             |
| "              | 716             | 15,2 cm             |
| King George V: | 339             | 35,6 cm             |
| "              | 660             | 13,3 cm             |
| Norfolk:       | 527             | 20,3 cm             |
| Dorsetshire:   | 254             | 20,3 cm             |
| Összesen:      | 2876            |                     |

| Hajó:        | Kilőtt torpedó: | ebből találat:                              |
| ------------ | --------------- | ------------------------------------------- |
| Norfolk:     | 8               | 1 (valószínűnek jelentve, nem igazolt)      |
| Dorsetshire: | 3               | 2 (illetve egy harmadik lehetséges találat) |
| Rodney:      | 2               | 1 (nem igazolt)                             |

(A május 27-ei torpedótalálatok, torpedóvető repülőgépek korábbi találatai nélkül.)
A roncshoz tett mélytengeri expedíciók képeinek tanúsága szerint a torpedóválaszfalon nem keletkeztek sérülések és csak három vagy négy lövedék tudta átütni a hajótest övpáncélját a vízvonal felett. Ezeket a gránátokat a Rodney már a Bismarck lövetésének vége felé lőtte ki kis távolságból.

## Fordítás
- Ez a szócikk részben vagy egészben  a   Last battle of the battleship Bismarck című angol Wikipédia-szócikk ezen változatának fordításán alapul.  Az eredeti cikk szerkesztőit annak laptörténete sorolja fel. Ez a jelzés csupán a megfogalmazás eredetét és a szerzői jogokat jelzi, nem szolgál a cikkben szereplő információk forrásmegjelöléseként.

## Lásd még
- Rheinübung hadművelet

## Külső linkek
- Brit filmhíradó a Bismarck utolsó csatájáról